# Eleni Foureira
Eleni Foureira (em grego:  Ελένη Φουρέιρα; Fier, 7 de março de 1987) é uma artista, cantora e dançarina grega. Ela começou a sua carreira musical em 2007 como membro do hirl group grego Mystique, antes de seguir carreira solo depois que o grupo se separou em 2009.
Foureira assinou um contrato solo com a Universal Music Greece e lançou o seu álbum de estreia auto-intitulado em 2010, que recebeu uma certificação de platina na Grécia. Mais tarde, ela assinou com a Minos EMI, e lançou os seus segundo e terceiro álbuns de estúdio, Ti poniro mou zitas e Anemos agapis, em 2012 e 2014, respetivamente. Ambos os álbuns foram bem recebidos na Grécia e no Chipre. Foureira deixou a Minos EMI em 2015 e assinou com a Panik Records. O seu quarto álbum de estúdio Vasilissa foi lançado em 2017.
Ela representou o Chipre no Festival Eurovisão da Canção 2018 com a música " Fuego ". A 8 de maio de 2018, ela classificou-se da primeira semifinal para a grande final, onde ficou em segundo com 436 pontos. Este é o melhor resultado que Chipre já conseguiu no Festival.

## Vida
Foureira nasceu em Fier, Albânia para Marjeta e Kristaq Fureraj como Entela Fureraj. A sua mãe é costureira, enquanto o pai trabalha em construção. Ela tem três irmãos: Ioanna, Margarita e Giorgos. Quando ela era jovem, a família deixou a Albânia e se instalou na Grécia devido à guerra civil no país. Ela cresceu no bairro de Kallithea, em Atenas .
Foureira começou a perseguir música ainda jovem, aprendendo a tocar violão e depois trabalhando em teatro por três anos.

## Carreira

### 2007–2009: Início da carreira e Mística
Foureira começou a sua carreira musical como membro do girl group Mystique. Ela foi descoberta por Andreas Giatrakos, e o grupo também era constituído por Alkmini Chatzigianni e Maria Makri. Eles lançaram o seu primeiro single "Se alli selida" em 2007, e mais tarde alcançaram o sucesso com o single "Min kaneis pos de thymasai", com o grupo de hip hop grego NEVMA no ano seguinte. O grupo separou-se em 2009.

### 2010 – presente: carreira solo

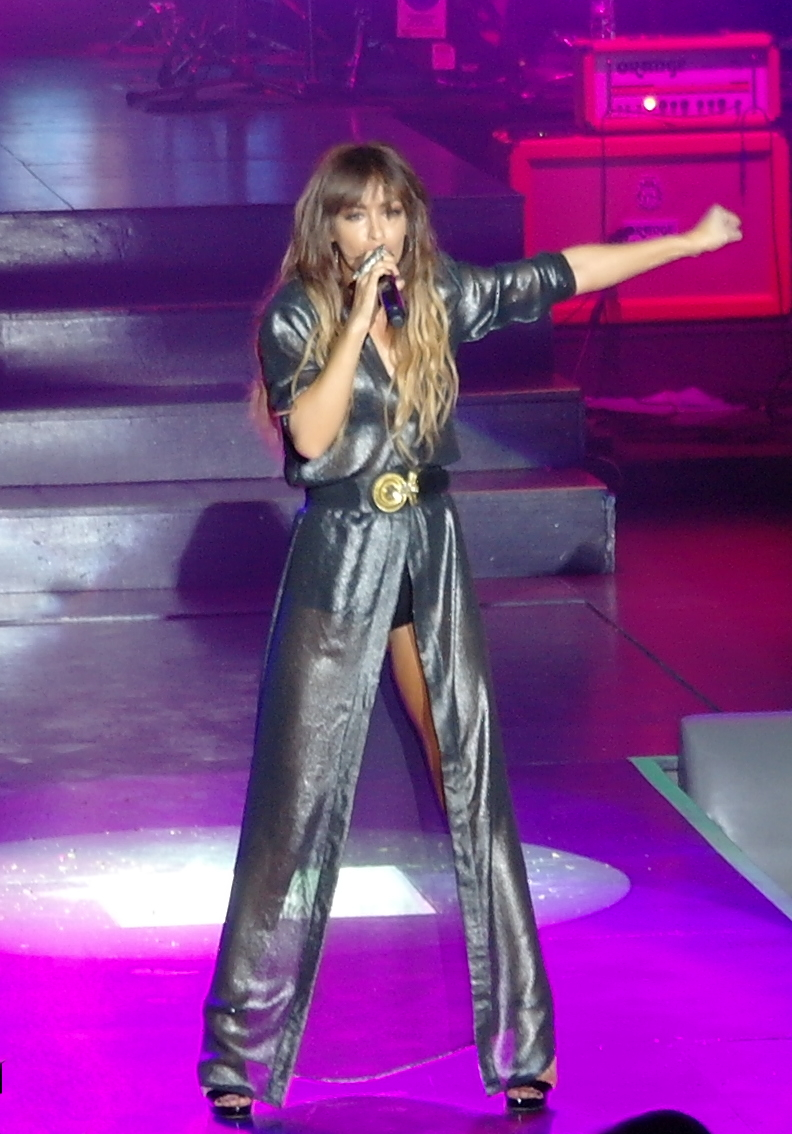
Foureira a atuar ao vivo em 2013.

Após o desmembramento da Mystique em 2009, Foureira assinou um contrato solo com a Universal Music da Grécia, o selo que Mystique assinou também. Mais tarde ela apareceu no programa de caridade Just the Two of Us, apresentado pelo Mega Channel . Ela conseguiu ganhar o primeiro lugar junto com o cantor Panagiotis Petrakis. Foureira lançou o seu álbum de estúdio de estreia auto-intitulado em dezembro de 2010, que passou a ser certificado em platina na Grécia. Depois, ela assinou com a Minos EMI . O seu segundo álbum Ti poniro mou zitas foi lançado em 2012, enquanto o seu terceiro Anemos agapis foi lançado em 2014. De 2015 a 2016, ela estrelou como Sofia no musical Barbarella: o musical dos anos 80 em Atenas, ao lado de outras estrelas pop gregas, como Ivi Adamou e Katy Garbi .
 Após o lançamento de Anemos agapis, ela deixou a Minos EMI e assinou contrato com a Panik Records. Ela era uma juíza na terceira temporada da versão grega de So You Think You Can Dance . O seu quarto álbum de estúdio Vasilissa foi lançado em 2017. Em 2018, após o seu segundo lugar no Festival Eurovisão da Canção 2018, ela assinou contrato com a gravadora Sony Music . Em março de 2019, Eleni anunciou que lançaria O seu primeiro álbum internacional previsto para ser lançado na primavera ou no verão.

#### Festival Eurovisão da Canção

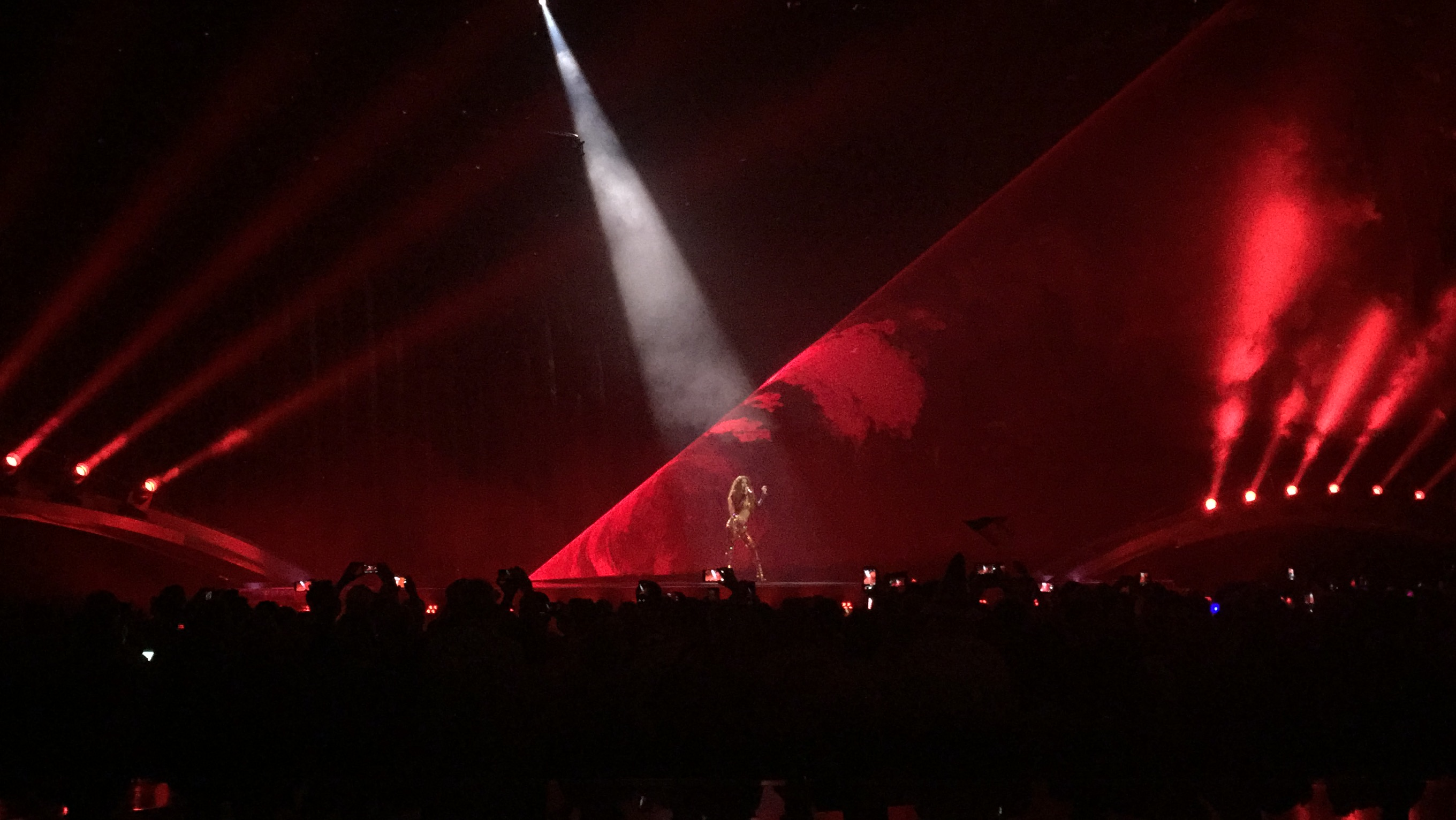
Foureira tocando "Fuego" na Eurovisão 2018.

Foureira fez várias tentativas de representar a Grécia no Festival Eurovisão da Canção . Em 2010, participou Na final nacional do Festival Eurovisão da Canção com Manos Pyrovolakis, tocando a música "Kivotos tou Noe". Eles ficaram em segundo lugar atrás de Giorgos Alkaios .
 Em 2013, ela realizou " Wild Dances " com Ruslana no Eurosong 2013 - um show da MAD . Mais tarde, ela considerou participar no programa Eurosong 2015 - NERIT &amp; MAD, mas no final não o fez. Ela mais uma vez tentou representar a Grécia no Festival Eurovisão da Canção 2016 com a música "Come Tiki Tam", mas foi rejeitada pela Hellenic Broadcasting Corporation (ERT). Ela foi rejeitada pela emissora para o Festival Eurovisão da Canção 2017 novamente.
Em fevereiro de 2018, foi confirmado que Foureira representaria Chipre no Festival Eurovisão da Canção 2018 com a música " Fuego ". A música foi composta pelo compositor grego-sueco Alex Papaconstantinou . A 8 de maio de 2018, ela se classificou da primeira semifinal para a grande final. Na final realizada a 12 de maio de 2018, ela terminou como vice-campeã da vencedora Netta de Israel, tendo recebido o quinto maior número de votos dos júris internacionais e o segundo maior número de votos do processo público de televisão; isso marcou a melhor colocação de Eurovisão do Chipre na história. Durante a coletiva de imprensa Broadcast Host do Festival Eurovisão da Canção 2019, Foureira foi anunciada como uma das quatro artistas de competições anteriores que irão se apresentar na final do espetáculo, onde ela irá interpretar a canção de 2007 do vice-campeão Verka Serduchka . " Dancing Lasha Tumbai ".

## Vida pessoal
Desde 2016, Foureira mantém um relacionamento com o futebolista espanhol Alberto Botía .

### Controvérsia de origem
Desde o início de sua carreira, as origens ancestrais de Foureira têm atraído intensa especulação da comunicação social grega. Como membro da Mystique, ela afirmou ser brasileira . No entanto, mais tarde ela começou a alegar que o seu pai era de Atenas e a sua mãe de Ioannina, embora também tivesse alguns ancestrais mexicanos . Em 2010, relatos de que Foureira teria tentado se naturalizar como cidadã grega aumentaram ainda mais a especulação sobre as suas origens.
Em 2013, a comunicação social grega relatou que Foureira nasceu na Albânia e que o seu nome de nascimento era Entela Fureraj. Foureira não comentou os relatórios até 2014, quando os confirmou. Ela alegou que não revelou a sua origem para ser aceite na indústria da música na Grécia. Ela continuou a alegar que nunca entendeu o assunto, já que sempre se sentiu grega e recebeu apenas educação grega. Andreas Giatrakos, que descobriu Foureira e a recrutou para se juntar à Mystique, afirmou mais tarde que queria que Foureira tivesse orgulho da sua origem e não a teria rejeitado se ele soubesse que ela nasceu na Albânia. Foureira disse ainda que o seu avô era de origem grega, mas relutava em se declarar uma Epirota do Norte, porque isso possivelmente teria um impato negativo na sua carreira. Ela simplesmente declarou que nasceu na Albânia.
Durante o Festival Eurovisão da Canção 2018, Foureira fez o gesto de águia patriótica albanesa Numa foto com o cantor albanês Eugent Bushpepa . A imagem tornou-se viral na Albânia e na Grécia, sendo bem recebida na primeira, mas causando controvérsia na segunda. Depois da primeira semifinal, Foureira afirmou que participa numa competição musical que une pessoas, declarando que a Grécia é o seu país de origem, o país em que cresceu e que ela provou que adora a Grécia, então a polémica é desnecessária.

## Discografia
- Eleni Foureira (2010)
- Ti Poniro Mou Zitas (2012)
- Anemos agapis (2014)
- Vasilissa (2017)
- Nome a anunciar (2019)

## Filmografia
| Televisão | Televisão                                                    | Televisão      | Televisão                                                   |
| Ano       | Título                                                       | Função         | Notas                                                       |
| --------- | ------------------------------------------------------------ | -------------- | ----------------------------------------------------------- |
| 2010      | Final nacional da Grécia para o Eurovision Song Contest 2010 | Ela própria    | Concorrente 2 º lugar                                       |
| 2010–2011 | Apenas nós dois                                              | Ela própria    | Edição grega 1ª temporada Concorrente / Treinador 1 º lugar |
| 2017      | Então você acha que pode dançar                              | Ela própria    | Edição grega Sessão 3 Juiz                                  |
| 2018      | Festival Eurovisão da Canção 2018                            | Ela própria    | Concorrente 2 º lugar                                       |
| 2018      | Festival de Veado Dourado                                    | Ela própria    | Show romeno Juiz Convidado                                  |
| 2018      | Tu cara me suena                                             | Ela própria    | Edição espanhola Juiz Convidado                             |
| 2018      | Fama, ¡a bailar!                                             | Ela própria    | Edição espanhola Convidada                                  |
| TBA       | La Banda                                                     | Ela própria    | Edição grega Temporada 1 Juiz                               |
| Teatro    |                                                              |                |                                                             |
| Ano       | Título                                                       | Função         | Notas                                                       |
| 2015–2016 | Barbarella: o musical dos anos 80                            | Sophia         | Teatro Pireos 131                                           |
| Filme     |                                                              |                |                                                             |
| Ano       | Título                                                       | Função         | Notas                                                       |
| 2018      | Aigaio SOS                                                   | Eleni Foureira | Ator convidado                                              |